# Rudolf Adelmann von Adelmannsfelden
Klemens Adolf Wilhelm Rudolf Graf Adelmann von und zu Adelmannsfelden (* 4. Mai 1850 in Stuttgart; † 19. April 1900 ebenda) war ein württembergischer Rittergutsbesitzer und Landtagsabgeordneter.

## Leben

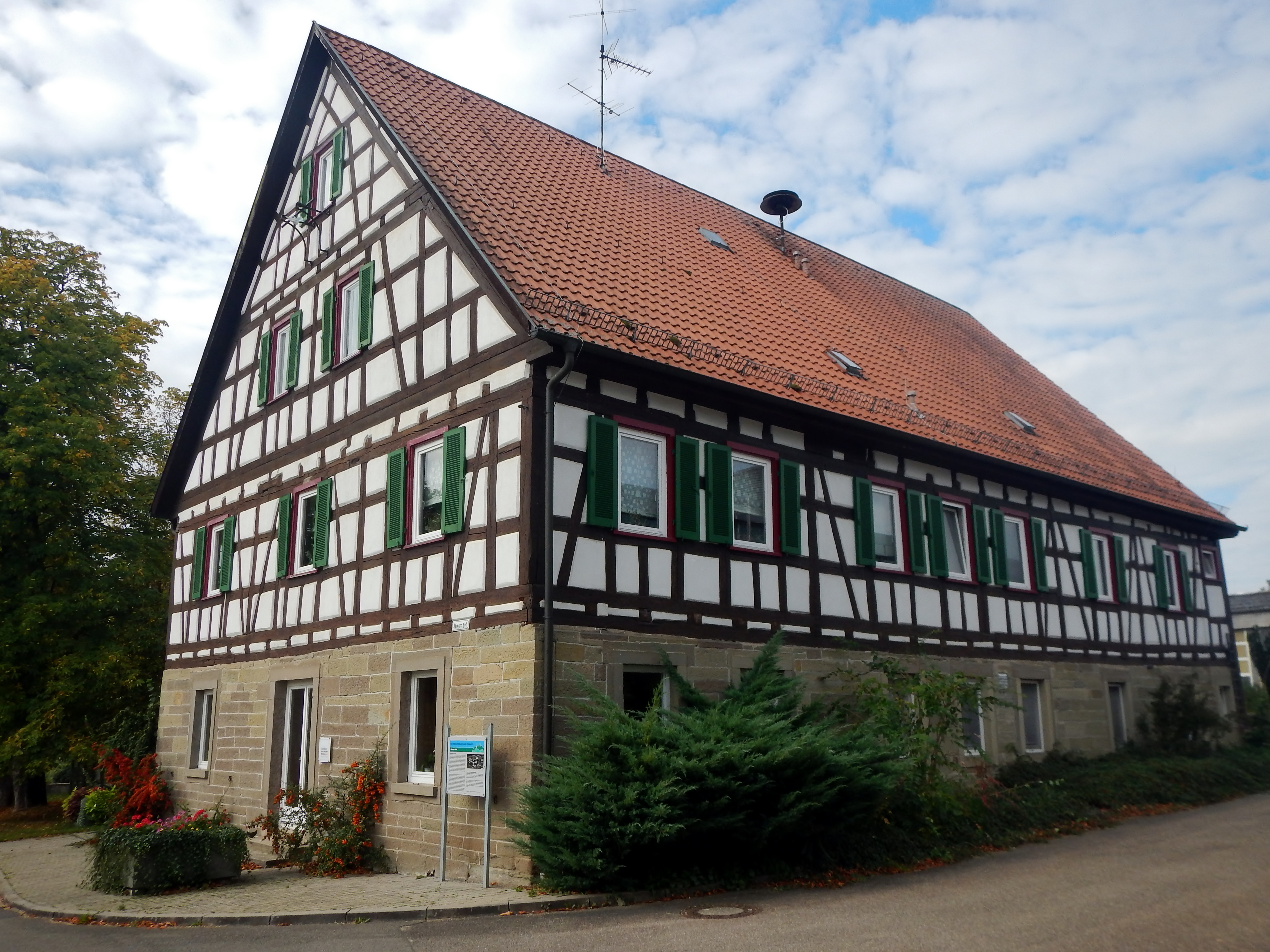
Rittergut Ihinger Hof bei Böblingen, dessen Mitbesitzer Graf Adelmann über die mütterliche Seite war

Rudolf Adelmann von Adelmannsfeldens Eltern waren Friedrich Josef Karl Patricius Graf Adelmann von Adelmannsfelden (1817–1852) und dessen Frau Sophie von Vischer-Ihingen (1828–1897), Mitbesitzerin von Ihingen (Ihinger Hof). Die Mutter Sophie war eine Tochter von Gustav Leonhard Vischer (1793–1837), Rittmeister, Gutsbesitzer des Ritterguts Ihinger Hof, 1814 in den württembergischen erblichen Adels- bzw. Ritterstand erhoben. Sein älterer Bruder war der Schriftsteller und Offizier Graf Alfred Adelmann von Adelmannsfelden (1848–1887).
Adelmann besuchte das Gymnasium in Stuttgart und studierte anschließend Staatswissenschaften und Landwirtschaft an der Universität in Tübingen und an der Landwirtschaftlichen Hochschule Hohenheim. Er nahm 1870/71 als Kriegsfreiwilliger am Deutsch-Französischen Krieg teil. 1881 heiratete er in Stuttgart Agnes Gräfin von Zeppelin (1861–1932), mit der er zwei Söhne und zwei Töchter bekam.
Rudolf Adelmann war Königlich württembergischer Kammerjunker, später Kammerherr und lebte als Rittergutsbesitzer auf Adelmannsfelden (als Primogenitur bestätigt 1893). Auch war er über die mütterliche Seite Mitbesitzer von Ihingen und Ehrenritter des Johanniterordens. 1890 wurde ihm und seinen Nachkommen durch württembergisches Reskript das um „und zu“ erweiterte Adelsprädikat zugestanden. Er gehörte von 1891 bis zu seinem Tode im Jahr 1900 der württembergischen Kammer der Abgeordneten an und war dort Mitglied der Kammerfraktion Freie Vereinigung.